# Denya jezik
Denya jezik (agnang, anyah, anyan, anyang, eyan, nyang, obonya, takamanda; ISO 639-3: anv), jedan od tri mamfe jezika, šire skupine južnih bantoida, kojim govori oko 11 200 ljudi (1982 SIL) u provinciji Jugozapad (Province du Sud-Ouest), Kamerun.
Postoji četiri dijalekta: basho, bitieku, takamanda i bajwo.

## Vanjske poveznice
- Ethnologue (14th)
- Ethnologue (15th)
- The Denya Language